# Embassament de Forata
L'embassament de Forata és un embassament del riu Magre, afluent del Xúquer, situat al municipi valencià de Iàtova (Foia de Bunyol), als peus de les serres de Malacara (nord) i Martés (sud).
Va ser construït el 1969 amb una capacitat de 37 Hm³ i una superfície de 231 Ha. La presa és de gravetat i pertany a la Confederació Hidrogràfica del Xúquer.

## Esdeveniments
Durant les tasques d'extinció dels incendis d'Andilla i Cortes de Pallars en juny i juliol de 2012, dos helicòpters es van accidentar i van caure al pantà de Forata quan es disposaven a carregar aigua, resultant mort un dels brigadistes que viatjava en l'helicòpter.